# Брусний
Брусний — гірський хребет у Покутсько-Буковинських Карпатах. Розташований у Косівському районі Івано-Франківської області, у межах Національного парку «Гуцульщина». 
Простягається з північного заходу на південний схід, між річками Пістинька і Річка (притока Рибниці). Висотою до 950 м. Північно-східні схили розчленовані притоками Пістиньки, південно-західні — пологі, слабо розчленовані, густозаселені (села Брустури та Річка). Хребет кладається з пісковиків та сланців. Вкритий лісами. Район туризму.